# Серкъл Брюж КСВ
Серкъл Брюж Конинклейке Спортверенигинк (на нидерландски: Cercle Brugge Koninklijke Sportvereniging), кратка форма Серкъл Брюж е белгийски футболен клуб от град Брюге. Той е трикратен шампион на страната и двукратен носител на националната купа.

## Успехи
- Шампион на Белгия (3): 1910/11, 1926/27, 1929/30
- Купа на Белгия (2): 1926/27, 1984/85
  - Финалист (5): 1912/13, 1985/86, 1995/96, 2009/10, 2012/13
- Лига на конференциите
  -  1/8 финалист (1): 2024/25

## Известни бивши футболисти
- Мортен Олсен
- Ейдюр Гудьонсен
- Доринел Мунтяну
- Александар Мутафджич
- Дидие Сикс
- Ги Тис

## Български футболисти
- Димитър Велковски: 2020/23 - (44 мача - 0 гола)

## Бивши треньори
- Ги Тис
- Лоренцо Стаеленс